# Gewog di Tsirangtoe
Il gewog di Tsirangtoe è uno dei dodici raggruppamenti di villaggi del distretto di Tsirang, nella regione Centrale, in Bhutan.